# NGC 7063
NGC 7063 ist ein offener Sternhaufen vom Trumpler-Typ III2p im Sternbild Schwan am Nordsternhimmel. Er hat einen Durchmesser von 9 Bogenminuten und eine Helligkeit von 7,0 mag. Der Haufen ist etwa 2250 Lichtjahre vom Sonnensystem entfernt, sein Alter wird auf 95 Millionen Jahre geschätzt.
Entdeckt wurde das Objekt am 19. August 1828 von John Herschel.